# Еловка (Тункинский район)
Ело́вка — село в Тункинском районе Бурятии. Входит в сельское поселение «Тунка».

## География
Расположено на речке Мухар (или Еловка, левый приток Иркута), в 2 км от места её впадения в Иркут, в восточной части собственно Тункинской долины, в 16 км к востоку от центра сельского поселения — села Тунка.

## Население
| 2002 | 2010 |
| ---- | ---- |
| 331  | ↘260 |